# キューベラ (潜水艦)
キューベラ (USS Cubera, SS-347) は、アメリカ海軍の潜水艦。バラオ級潜水艦の一隻。艦名は西インド諸島に生息するフエダイ科の魚の一種キューベラ・スナッパーに因んで命名された。

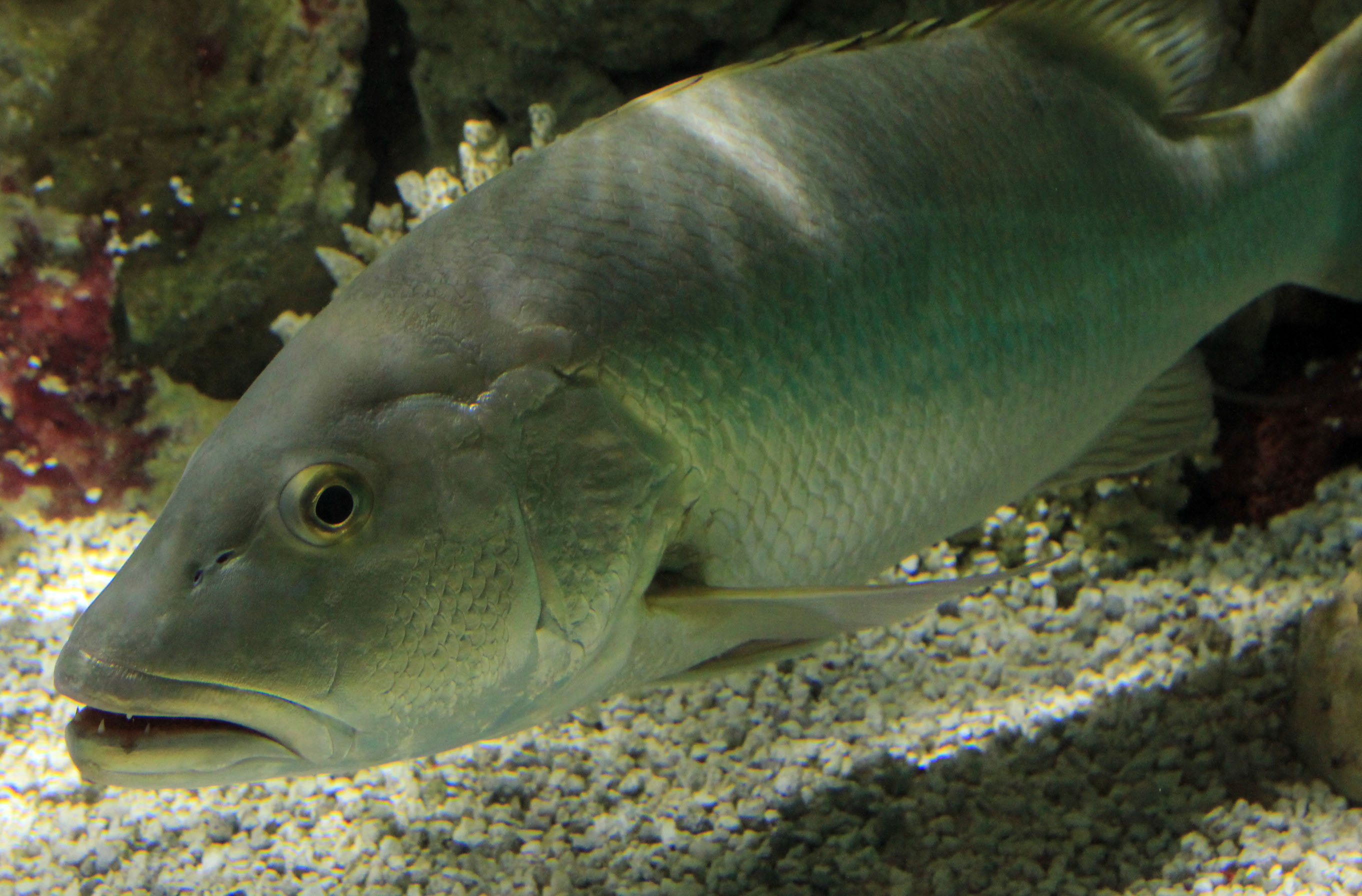
キューベラ・スナッパー（Cubera snapper）

## 艦歴
キューベラは1944年5月11日にコネチカット州グロトンのエレクトリック・ボート社で起工した。1945年6月17日にJ・タベール夫人によって命名、進水し、1945年12月19日に艦長R・W・ペイン・ジュニア少佐の指揮下就役する。
就役後、大西洋艦隊に配属されたキューベラはニューロンドン沖で整調を行う。1946年3月19日にフロリダ州キーウェストに到着し、フロリダ海峡での対潜水艦戦開発計画に参加、新型ソナーの実験を行う。その後1947年7月4日まで艦隊演習に従事し、続いて広範囲なGUPPY II近代化のためフィラデルフィア海軍造船所へ向かう。
1948年3月9日、キーウェストに戻ったキューベラは沿岸での作戦活動を継続し、その後カリブ海および大西洋での艦隊演習に従事、1952年7月3日に新たな母港のノーフォークに到着した。
1955年6月にはオーストラリアのシドニーやカナダのノバスコシアへの巡航を行い、その後1957年まで沿岸での作戦活動、カリブ海での艦隊演習に従事した。1959年から60年までアルファ任務部隊に配属され、対潜水艦戦技術開発のための一連の実験に参加した。部隊はノバスコシアからバミューダまでの西大西洋海域を巡航した。

### ベネズエラ海軍で
キューベラは1972年1月5日に退役、相互防衛援助計画の下ベネズエラに売却された。ベネズエラ海軍は艦名をティブロン (ARV Tiburon, S-12) と改名した（ティブロンはスペイン語でサメの意）。ベネズエラ海軍での活動後、ティブロンは1989年にスクラップとして廃棄された。

## 登場作品
『水爆と深海の怪物 （It Came from Beneath the Sea）』
レイ・ハリーハウゼンの1955年の映画。巨大ダコに襲われる「原子力潜水艦」として登場する。